# Bergamasco (dialekt)
Bergamasco – dialekt języka lombardzkiego, używany w okolicach miasta Bergamo w północnych Włoszech. Zbliżony fonetycznie i leksykalnie do sąsiednich dialektów lombardzkich: bresciano i cremasco. Prawie zupełnie niezrozumiały dla osób posługujących się wyłącznie standardowym językiem włoskim. Wywodzi się wprost z ludowej łaciny, nałożonej na silny substrat celtycki, widoczny przede wszystkim w fonetyce. Dodatkowo w czasie dominacji Longobardów wchłonął wiele słów pochodzenia germańskiego.